# محمد أباتشا
محمد أباتشا Mohammed Abacha الابن الأكبر للعسكري السابق والجنرال ورئيس نيجيريا ساني أباتشا بين عامي 1993 و1998 ومريم أباتشا.
اعتقل في عام 1999 ووجهت إليه تهمة قتل كوديرات أبيولا ووالشروع في قتل أليكس إبرو (رئيس صحيفة الجارديان إحدى صحف المعارضة) أثناء رئاسة والده ساني أباتشا. وفي عام 2002 تمت تبرئته وإطلاق سراحه من قبل الرئيس أوباسانجو، وذلك بعد التوصل إلى اتفاق بين الحكومة وعائلة أباتشا تقضي بأن تسلم العائلة رصيد الأموال المختلسة خلال حكم والده.
وفي عام 2005 تم توجيه تهم تتعلق بسرقة الأموال العامة.